# أسامو هايشي
أسامو هايشي (8 يناير 1920 - 17 ديسمبر 2015)، عالم كيمياء حيوية ياباني، فسيولوجي، وطبيب عسكري. اكتشف الأكسجيناز في المعهد الوطني لالتهاب المفاصل والأمراض الاستقلابية، معاهد الصحة الوطنية الأمريكية في عام 1955.
نقلاً عن «إسهاماته البارزة والرائدة في العلوم الطبية الحيوية وعلم الإنزيمات»، منحت مؤسسة وولف مؤسسة هايشي جائزة وولف في الطب لعام 1986 «لاكتشافه إنزيمات الأكسجيناز وتوضيح بنيتها وأهميتها البيولوجية».
كان هايشي رئيس الاتحاد الدولي للكيمياء الحيوية والبيولوجيا الجزيئية من 1973 إلى 1976.